# Sven Erik Bystrøm
Sven Erik Bystrøm (* 21. ledna 1992) je norský profesionální silniční cyklista jezdící za UCI WorldTeam Groupama–FDJ. V roce 2014 se stal mistrem světa v silničním závodu do 23 let.

## Hlavní výsledky
2009
Greenland Grand Prix
 celkový vítěz
vítěz 2. etapy
2. místo Ringerike GP Juniors
2. místo U6 Cycle Tour Tidaholm Juniors
2010
Národní šampionát
3. místo silniční závod juniorů
Regio-Tour Juniors
10. místo celkově
vítěz 3. etapy
2011
5. místo Himmerland Rundt
2012
vítěz Eschborn–Frankfurt City Loop U23
Národní šampionát
2. místo silniční závod do 23 let
8. místo Rogaland GP
2013
Národní šampionát
3. místo silniční závod do 23 let
4. místo Baronie Breda Classic
7. místo Ringerike GP
2014
Mistrovství světa
 vítěz silničního závodu do 23 let
2. místo Ringerike GP
3. místo Eschborn–Frankfurt City Loop U23
6. místo Hadeland GP
6. místo Baronie Breda Classic
7. místo ZLM Tour
9. místo Ronde van Drenthe
Kolem Norska
10. místo celkově
Tour des Fjords
10. místo celkově
10. místo Ronde van Vlaanderen Beloften
2015
Kolem Rakouska
vítěz prologu (TTT)
Circuit de la Sarthe
 vítěz soutěže mladých jezdců
2016
7. místo Le Samyn
Kolem Kataru
8. místo celkově
2017
Národní šampionát
2. místo silniční závod
2020
Národní šampionát
 vítěz silničního závodu
2021
6. místo Trofeo Calvia
Kolem Norska
10. místo celkově
2022
Volta ao Algarve
9. místo celkově
Tour de France
 cena bojovnosti po 2. etapě
2023
Národní šampionát
4. místo silniční závod
4. místo časovka
Tour Down Under
7. místo celkově

### Výsledky na Grand Tours
| Grand Tour      | 2016 | 2017 | 2018 | 2019 | 2020 | 2021 | 2022 | 2023 |
| --------------- | ---- | ---- | ---- | ---- | ---- | ---- | ---- | ---- |
| Giro d'Italia   | —    | —    | —    | —    | —    | —    | —    | DNF  |
| Tour de France  | —    | —    | —    | 110  | —    | —    | 92   | —    |
| Vuelta a España | 141  | DNF  | 113  | —    | —    | —    | —    | —    |

| —   | Nezúčastnil se |
| DNF | Nedokončil     |